# Hans von Luck
Hans-Ulrich Freiherr von Luck und Witten, w literaturze wymieniany zazwyczaj jako Hans von Luck (ur. 15 lipca 1911 we Flensburgu, zm. 1 sierpnia 1997 w Hamburgu) – niemiecki wojskowy, pułkownik Wehrmachtu służący podczas II wojny światowej w szeregach 7 Dywizji Pancernej i 21 Dywizji Pancernej.

## Życiorys
Urodził się w pruskiej rodzinie wojskowej. Jego ojciec, Otto von Luck służył w Kaiserliche Marine i zginął podczas I wojny światowej. W 1929 r. młody von Luck wstąpił do Reichswehry. W latach 1931–1932 przeszedł szkolenie piechoty w Dreźnie pod kierunkiem Erwina Rommla. 30 czerwca 1934 r. jednostka von Lucka wzięła udział w nocy długich noży, aresztując kilku członków SA w Szczecinie.
W 1939 r. został dowódcą kompanii w batalionie rozpoznawczym 2 Dywizji Lekkiej, z którą wziął udział w agresji na Polskę. Przeniesiony wraz z całą jednostką do 7 Dywizji Pancernej gen. Rommla, w jej szeregach brał udział w kampanii francuskiej, pod koniec której mianowano go dowódcą batalionu rozpoznawczego. Następnie w stopniu kapitana jako oficer sztabowy 7 Dywizji Pancernej służył podczas operacji Barbarossa. Ze swoją jednostką przeszedł przez Wilno, Mińsk i Witebsk do Smoleńska. Po odwrocie spod Moskwy został wycofany z frontu wschodniego i awansowany na majora.
W kwietniu 1942 r. von Lucka wysłano do Afryki Północnej, gdzie objął dowództwo 3. pancernego batalionu rozpoznawczego 21 Dywizji Pancernej. Brał udział w II bitwie pod El Alamein. W grudniu 1942 r. wycofał się wraz z jednostką z Afryki i powrócił do Niemiec. Wkrótce jako pułkownik został oddelegowany do Francji, by nadal w szeregach 21 Dywizji Pancernej przygotowywać się do odparcia spodziewanej inwazji aliantów zachodnich na kontynent.
Po lądowaniu nieprzyjacielskich wojsk w Normandii, 9 czerwca 1944 r. von Luck został mianowany dowódcą Kampfgruppe von Luck, grupy bojowej złożonej z elementów 125 Pułku Grenadierów Pancernych. Jego stworzona ad hoc jednostka odegrała dużą rolę w lipcu 1944 r., kiedy stanąwszy naprzeciwko alianckiej operacji Godwood, dysponując zaledwie czterema działami przeciwlotniczymi 88 mm zniszczyła 40 brytyjskich czołgów, za co ich dowódca został odznaczony Krzyżem Rycerskim Krzyża Żelaznego.
Po klęsce pod Falaise grupa von Lucka wycofała się za Sekwanę, a jej dowódca przybył 9 września do Strasburga, aby otrzymać nowe zadania. W styczniu 1945 r. wziął udział w operacji Nordwind, nieudanej niemieckiej ofensywie w Alzacji, mającej na celu odciążenie sił walczących w Ardenach. W kwietniu 1945 r. von Luck trafił do sowieckiej niewoli po nieudanej próbie przebicia się na tereny kontrolowane przez Amerykanów w bitwie pod Halbe.
Został umieszczony w obozie jenieckim na terenie sowieckiej Gruzji. W 1950 r. zwolniono go z niewoli. Powrócił do Niemiec Zachodnich, gdzie został cenionym wykładowcą na uczelniach wojskowych Bundeswehry. Wydał wspomnienia wojenne pt. Panzerkommandant, a pod koniec życia nawiązał prywatną przyjaźń z amerykańskim historykiem Stephenem Abrosem. Zmarł 1 sierpnia 1997 r. w wieku 86 lat.